# Leo Senden
Leon Maria Honorius Senden (Turnhout, 11 juli 1888 – Ellrich, december 1944) was een Belgische pastoor-deken te Hoogstraten. Hij stierf in een concentratiekamp te Ellrich.

## Levensloop
De vader van deken Senden was schoolhoofd in Turnhout. Deken Senden kwam na zijn priesterwijding in 1913 ook in het onderwijs terecht. Hij vond het belangrijk dat scholieren goede boeken hadden in de Nederlandse taal. Omdat het aanbod te gering was, schreef hij zelf boeken, vooral in biologie wat zijn stokpaardje was. 
In 1936 kreeg zijn leven een wending doordat hij van het schoolleven naar het parochiaal leven werd verplaatst. Dit was een nieuw gegeven voor hem en hij werkte zich in door af en toe humor in zijn preek te steken. Diezelfde vrijpostigheid werd hem tijdens de oorlog kwalijk genomen door de Duitse bezetter omdat hij tussen de lijnen door zich afzette tegen de bezetter.
Om mogelijke sabotageacties te voorkomen in het kader van de verwachte aanval vanuit Engeland, werd een lijst van veertig mensen opgesteld en deken Senden stond mee op de lijst. In de razzia van 1 mei 1944 werd hij opgepakt, samen met 22 andere Hoogstratenaren. Op enkele na stierven ze in een concentratiekamp. Als herdenkingsmonument hebben zij de kruisweg naar het kerkhof dat symbool staat voor het lijden naar de dood toe. Hun namen staan op de zijkant van de bidkapelletjes die uit het puin van de gevallen Sint-Katharinakerk zijn opgemaakt.

## Nalatenschap
Deken Senden hield van kunst en liet een ciborie maken waarin de Heilig Bloeddiamanten in zijn verwerkt. Ook liet hij in kant een albe voor hem maken met vlinders en mieren erin verwerkt als verwijzing naar zijn onderzoek voor zijn schoolboeken. Daarnaast bestelde hij tijdens renovatiewerken aan de glasramen van de kerk ook een glasraam voor in de pastorij. Een antieke kast van hem staat nog in de spreekkamer van het Klein Seminarie.

## Werken
- Bewoners van krotten en achterbuurten
- Drama's en idyllen in de vijver
- Eerste begrippen der scheikunde
- Leerboek der meetkunde (2 delen)
- Leerboek der stelkunde (2delen)
- Mooie vlinders
- Muggen en vliegen
- Ons insectenboekje
- Ons keverboek
- Het ontstaan van het leven
- Onze huisinsecten
- De orde in de natuur
- Praktische scheikunde
- Uit het huishouden der mieren I
- Uit het huishouden der mieren II (1929)
- De vliegmachines